# Rivière Caillet
Rivière Caillet är ett vattendrag i Kanada.   Det ligger i provinsen Québec, i den östra delen av landet, 900 km norr om huvudstaden Ottawa.
Runt Rivière Caillet är det mycket glesbefolkat, med 2 invånare per kvadratkilometer.